# Il poliziotto che ride
Il poliziotto che ride (titolo originale Den skrattande polisen) è un romanzo poliziesco scritto nel 1968 dalla coppia di autori svedesi Maj Sjöwall e Per Wahlöö. Il romanzo è il quarto della serie in cui indaga il commissario di polizia di Stoccolma Martin Beck. 
Il romanzo ha vinto l'Edgar Award come miglior romanzo nel 1971 e il premio Gran Giallo Città di Cattolica come miglior romanzo edito nel 1973.
Il titolo riprende quello di un brano di Charles Penrose, The Laughing Policeman.

## Trama
Su un autobus viene scoperta una strage di passeggeri, tra loro un giovane poliziotto.
Un vecchio delitto ancora insoluto mette Martin Beck e la sua squadra sulle tracce che il loro giovane collega stava seguendo.

## Edizioni
- Maj Sjöwall e Per Wahlöö, Il poliziotto che ride, traduzione di Renato Zatti, collana La memoria, Sellerio Editore, 2007,  p. 360, ISBN 88-389-2207-1.